# Kurenurme
Kurenurme (Võro: Kurõnurmõ) is een plaats in de Estlandse gemeente Võru vald, provincie Võrumaa. De plaats heeft de status van dorp (Estisch: küla).
Kurenurme lag tot in oktober 2017 in de gemeente Sõmerpalu. In die maand ging de gemeente op in de gemeente Võru vald.

## Bevolking
De ontwikkeling van het aantal inwoners blijkt uit het volgende staatje:
| Jaar            | 2000 | 2011 | 2017 | 2019 | 2021 |
| --------------- | ---- | ---- | ---- | ---- | ---- |
| Aantal inwoners | 73   | 40   | 53   | 50   | 45   |

## Ligging
Kurenurme ligt aan de spoorlijn Valga - Petsjory, die in 2001 is gesloten voor reizigersverkeer. De plaats had een station aan de lijn. Het voorgaande station was Vaabina, het volgende station Sõmerpalu.

## Geschiedenis
Kurenurme werd voor het eerst genoemd in 1782 onder de naam Buschwächter in Kurrenurm als nederzetting van arbeiders die in de bossen werkzaam waren. In 1826 was de nederzetting een Hoflage geworden, een niet-zelfstandig landgoed, ondergeschikt aan het landgoed van Uelzen (Vaabina). In 1839 droeg ze de naam Hurrenurm Forstey (‘houtvesterij Hurrenurm’). De bevolking hield zich met bosbouw en veeteelt bezig. In 1889 kreeg het dorp een station, in 1931 een dorpsschool. De school sloot in 2001. Daarna verviel het gebouw tot een ruïne. In 2011 kreeg de school een gedenksteen.
In 1977 werd het buurdorp Metsaküla bij Kurenurme gevoegd.

## Foto's

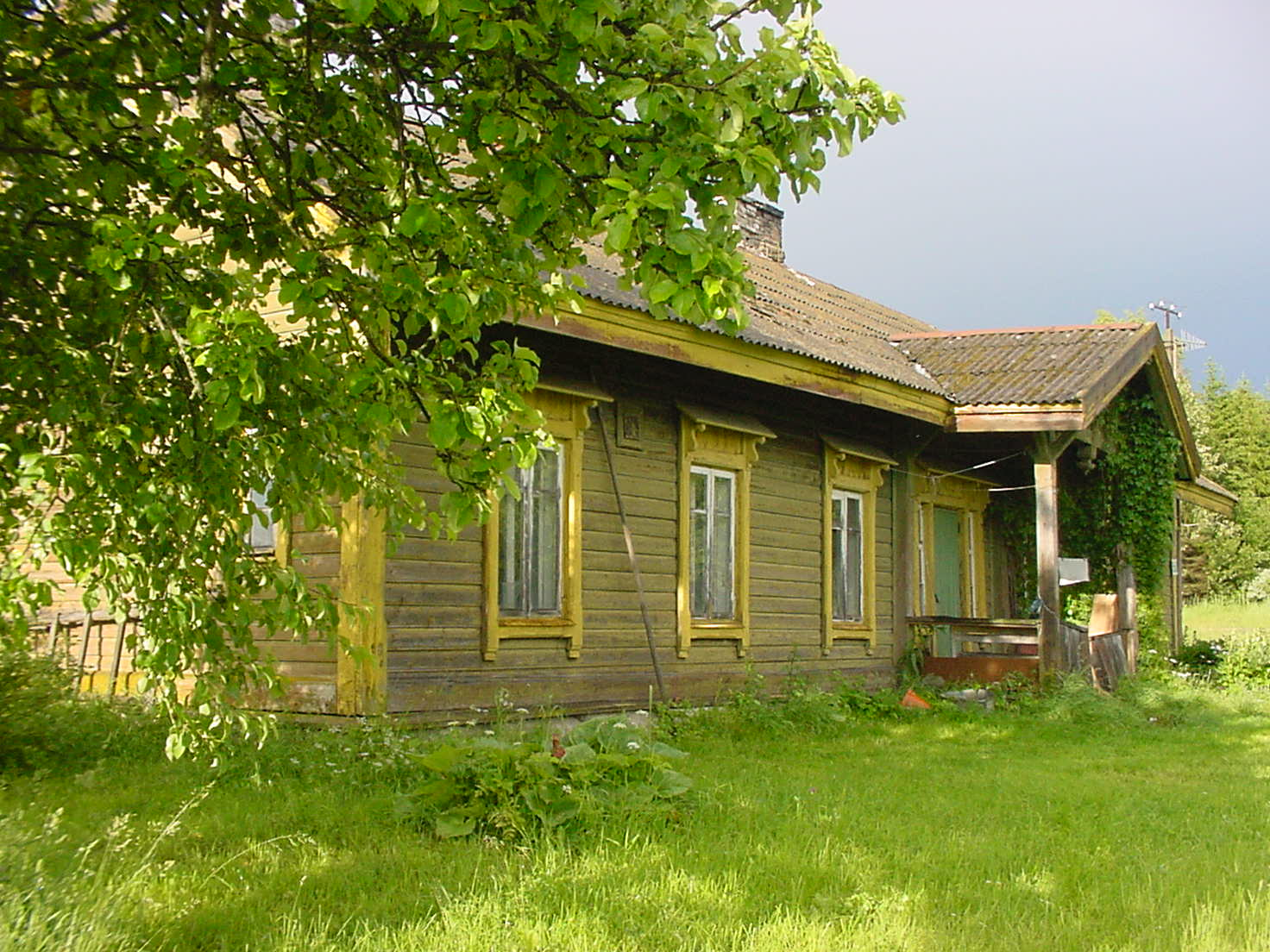
Het voormalige stationsgebouw
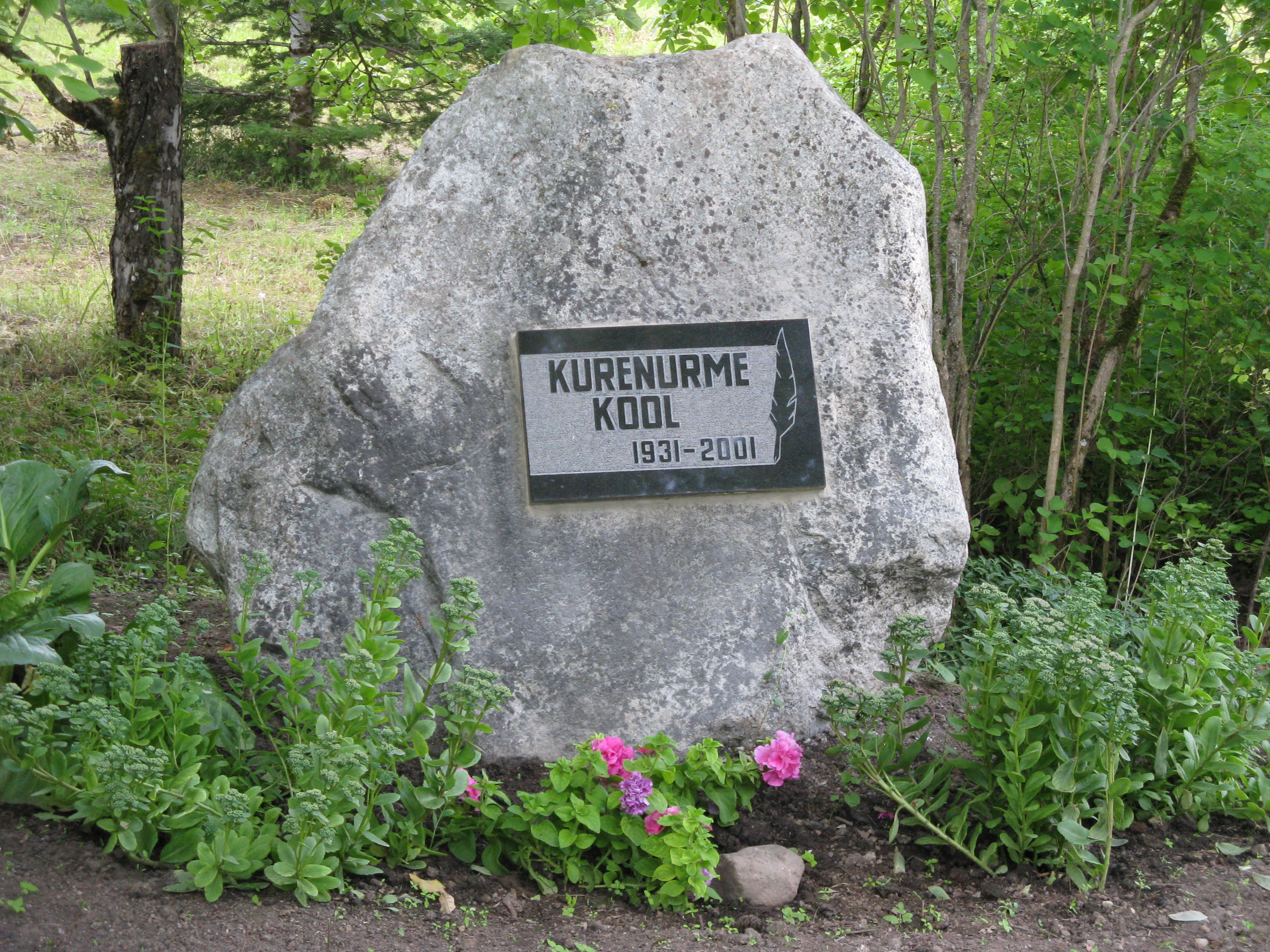
Gedenksteen voor de school